# Somos unos animales
Somos unos animales es el título del segundo álbum de estudio de la banda de rock española Extremoduro, producido por el mismo grupo para el sello Área Creativa de Pasión Cía. Discográfica, publicado en julio de 1991 en formato de vinilo y casete. Al año siguiente es publicado en formato CD. En 1993 una rara edición con una portada alternativa es publicada en todos los formatos también por la misma discográfica. Sin embargo; en 1995, DRO (la cual ahora poseía los derechos del álbum) republica el trabajo el 27 de octubre de ese mismo año. Una nueva edición con versiones remasterizadas y temas extra fue lanzada en 2011. La nueva edición en vinilo se publicó el 6 de mayo de 2014 partiendo de la versión remasterizada.
Cuenta con la incorporación de Carlos "el Sucio" a la formación, sustituyendo a Salo como bajista, para que este pueda pasar a ocuparse de la guitarra. Se facilita así el directo para Robe, ya queda como guitarrista adicional y puede centrarse en las labores vocales. Completa la formación Luis "von Fanta" a la batería.
En un principio el grupo entra en conversaciones con Avispa Music, con quien ya grabaron su debut, Tú en tu casa, nosotros en la hoguera tras firmar un contrato de tres años. Se pacta que la discográfica cubrirá los gastos del grupo (con 10 000 pesetas diarias como dieta, incluyendo hotel) durante su estancia en Madrid para la grabación del disco, pero Robe no está contento con las condiciones y pide que les manden todo el dinero a su lugar de residencia para luego poder trasladarse a grabar. Esta propuesta se deniega y la banda, tras dos años de desavenencias, decide cortar y buscar una nueva compañía con la que grabar y publicar. La compañía Avispa, al considerar que sigue teniendo derechos sobre la música de Extremoduro, puesto que aún no se ha cumplido el contrato, comienza a publicar discos sobre la base de grabaciones de estudio o en directo, pero sin ningún control por parte del grupo. Extremoduro no reconoce estos discos como propios y los considera "una puta mierda" y "una muestra del lado oscuro de la industria discográfica" 
Esta nueva discográfica será la independiente Pasión-Área Creativa, con la cual grabaron el álbum en dos semanas en los estudios Audiomadrid en 1991. Aunque todavía se mantienen en la autoproducción, este segundo disco cuenta con una producción bastante superior a la del debut que le precede; y aún sin contar con ningún tipo de promoción, se llegan a vender 8.000 copias. Sin embargo Extremoduro comienza a tener problemas con su nueva compañía (que no les abona nada en concepto de derechos de autor por este disco), por lo que sólo se publicó un disco en este sello. La música de este disco representa una evolución respecto de su predecesor, con la incorporación ocasional de nuevos instrumentos al tradicional conjunto guitarra-bajo-batería y algunas colaboraciones de artistas externos al grupo, entre las que destaca la del vocalista y guitarrista madrileño Rosendo Mercado. En el plano lírico se continúa avanzando y hacia el estilo clásico de Extremoduro, abandonando poco a poco las temáticas más agresivas en pos de sentimientos más bucólicos, románticos o incluso sexuales.
En el libreto del álbum aparecen las letras de varias canciones que no fueron incluidas en el mismo. Algunas aparecerían en su posterior álbum Deltoya, otras entre los álbumes no oficiales y otras nunca se llegaron a editar. Según palabras del propio Robe Iniesta, no llegaron nunca a ser canciones del todo, sino que fueron simples pruebas grabadas en el estudio.

## Lista de canciones
Todas las canciones escritas por Roberto Iniesta.
| Lado A |                             |          |  |
| N.º    | Título                      | Duración |  |
| 1.     | «Tu corazón»                | 4:50     |  |
| 2.     | «La canción de los oficios» | 3:53     |  |
| 3.     | «Quemando tus recuerdos»    | 5:52     |  |
| 4.     | «V Centenario»              | 3:24     |  |
| 5.     | «J.D. La central nuclear»   | 1:30     |  |

| Lado B |                             |          |  |
| N.º    | Título                      | Duración |  |
| 6.     | «Ni príncipes ni princesas» | 4:22     |  |
| 7.     | «Perro callejero»           | 3:00     |  |
| 8.     | «Desidia»                   | 4:31     |  |
| 9.     | «Resolución»                | 3:53     |  |
| 10.    | «Necesito droga y amor»     | 3:27     |  |

| Temas extra de la edición 2011 |                             |          |  |
| N.º                            | Título                      | Duración |  |
| 11.                            | «Tu corazón»                | 4:52     |  |
| 12.                            | «Necesito droga y amor»     | 3:47     |  |
| 13.                            | «La canción de los oficios» | 3:19     |  |
| 14.                            | «Quemando tus recuerdos»    | 5:31     |  |

- Los temas extras son nuevas versiones producidas en 2004.

## Créditos
Extremoduro
- Robe Iniesta – Guitarra eléctrica y acústica, voz y letras
- Salo – Guitarra eléctrica y acústica, bajo
- Carlos "el Sucio" – Bajo
- Luis "von Fanta" – Batería

Personal adicional
- Rosendo Mercado (ex-Leño) – Voz en "La canción de los oficios" y guitarra en "Perro Callejero"
- J. L. Macías – Piano en "La canción de los oficios" y Turuta romana en "Ni príncipes ni princesas"
- Goyo Esteban – Órgano en "Ni príncipes ni princesas"
- María y Belén – Coros en "Tu corazón", "Quemando tus recuerdos" y "Desidia"
- Técnico de sonido: Kike Díez
- Ayudante de sonido: Goyo Esteban y Kiji
- Diseño: T. Rodríguez y Carmelo Oñate